# Puławy
Puławy (udtale: [puˈwavɨ]  ( hør)) er en by og hjemsted for et bydistrikt og en kommune (Gmina) i det sydøstlige Polen (i det tidligere Lillepolen). Den ligger i voivodskabet Lublin (Województwo lubelskie) og har 45.267(2021) indbyggere og et areal på			50,49 km². Den er administrationsby i powiat (amt) Puławy.
Puławy blev første gang nævnt i dokumenter fra det 15. århundrede. På det tidspunkt blev det stavet Pollavy, dets navn kommer sandsynligvis navnet på et vadested over Wisła beliggende i nærheden. Byen er et lokalt centrum for videnskab, industri og turisme sammen med nærliggende Nałęczów og Kazimierz Dolny. Puławy er hjemsted for Polens første permanente museum og er en havn på Wisła floden.
Byen har to broer og fire jernbanestationer og fungerer som et trafikknudepunkt. Nærliggende Dęblin har en militær lufthavn.

## Galleri
- Kirken for Marias Himmelfart
- Gotisk bygning
- Amtskontorer
- Romansk port
- Prins Adam Jerzy Czartoryski Lyceum (gymnasium)
- Skulptur af Tancred og Clorinda